# Gampsocera confluens
Gampsocera confluens är en tvåvingeart som först beskrevs av Oswald Duda 1934.  Gampsocera confluens ingår i släktet Gampsocera och familjen fritflugor. Inga underarter finns listade i Catalogue of Life.